# (38169) 1999 JE98
(38169) 1999 JE98 est un astéroïde de la ceinture principale d'astéroïdes découvert en 1999.

## Description
(38169) 1999 JE98 a été découvert le 12 mai 1999 à l'observatoire Magdalena Ridge, situé dans le comté de Socorro, au Nouveau-Mexique (États-Unis), par le projet Lincoln Near-Earth Asteroid Research (LINEAR).

### Caractéristiques orbitales
L'orbite de cet astéroïde est caractérisée par un demi-grand axe de 2,57 ua, un périhélie de 2,06 ua, une excentricité de 0,20 et une inclinaison de 9,52° par rapport à l'écliptique. Du fait de ces caractéristiques, à savoir un demi-grand axe compris entre 2 et 3,2 ua et un périhélie supérieur à 1,666 ua, il est classé, selon la JPL Small-Body Database, comme objet de la ceinture principale d'astéroïdes.

### Caractéristiques physiques
(38169) 1999 JE98 a une magnitude absolue (H) de 15,4 et un albédo estimé à 0,441.